# Ludwig von Wreich
Ludwig von Wreich auch von Wreech (* 1734 in Kyritz; † 2. Juni 1795 in Rathenow) war Graf und Kammerherr des Prinzen Heinrich von Preußen.

## Leben
Ludwig von Wreich war der Sohn von Adam Friedrich von Wreech (1689–1746) und dessen Frau Luise Eleonore von Schöning (1708–1784). Seine Mutter war Enkelin des Feldmarschalls Hans Adam von Schöning (1641–1696), der es als weiblicher Erbin gelang, den Besitz durch den Siebenjährigen Krieg zu halten.
1731/1732 wurde sie mehrfach von dem 19-jährigen späteren König Friedrich II. besucht. Nach Fontane mieden ihre Söhne später den Königshof. Sie bevorzugten in Berlin das Palais des Prinzen Heinrich bzw. dessen Rheinsberger Hof, an dem sie verkehrten.
Wreich war Ritter des Johanniterordens und Domherr des Stifts von Magdeburg. Er folgte seinem Bruder Friedrich Wilhelm Feodor Freiherr von Wreich (1733–1785) als Erb- und Gerichtsherr von Tamsel und Warnick und war Letzter eines Geschlechts preußischer Militärs.
1779 verkaufte Ludwig von Wreech das Gut Büssow (Neumark) an Georg Friedrich von Wulffen. Am 2. Oktober 1786 wurde er in den Grafenstand erhoben. Mit seinem Tod vererbte er die Güter an den Sohn seiner Schwester Sophie Friederike (1730–1784), Graf Bogislaw von Dönhoff-Dönhoffstadt.
Luise Eleonore und ihre Söhne wurden in der Tamsler Kirche aufgebahrt.